# Stanislav Poplavsky
 (mai 2024).
Si vous disposez d'ouvrages ou d'articles de référence ou si vous connaissez des sites web de qualité traitant du thème abordé ici, merci de compléter l'article en donnant les références utiles à sa vérifiabilité et en les liant à la section « Notes et références ».
Pour les articles homonymes, voir Poplawski.
Stanislav Gilyarovich Poplavsky (en russe : Станислав Гилярович Поплавский, en polonais : Stanisław Popławski), né à Wendytschany, dans le gouvernement de Podolie, le 22 avril 1902 et mort à Moscou le 10 août 1973, est un général des armées soviétique et polonaise.

## Biographie
Stanislav Poplavsky fit l’essentiel de sa carrière dans l'armée soviétique. De 1941 à 1944, il commande successivement le 720e régiment de fusiliers, puis les 184e, 256e et 220e divisions de fusiliers. De juin 1943 à mai 1944, il est à la tête du 45e Corps de fusiliers.
En septembre 1944, il est versé à l'Armée polonaise de l'Est où il commande successivement la 2e puis la 1re armée polonaises.
Après la guerre, il commande le 4e District militaire polonais. De 1947 à 1950, il est commandant en chef des forces terrestres. Il est vice-ministre de la Défense jusqu'en 1956. Simultanément, il est Inspecteur en chef de la formation militaire.
Il retourne à l'armée soviétique (avec rang de général d'armée) en septembre 1956 où il assure jusqu'en 1963 les fonctions de vice-chef de l'Inspection au Ministère de la Défense. Il prend sa retraite en 1963.